# Lijst van nummer 1-hits in Wallonië in 2003
Deze hits stonden in 2003 op nummer 1 in de Waalse Ultratop 40, de bekendste hitlijst in Wallonië.
| Datum        | Artiest                            | Titel                               |
| ------------ | ---------------------------------- | ----------------------------------- |
| 4 januari    | Star Academy 2                     | Paris Latino                        |
| 11 januari   | Star Academy 2                     | Paris Latino                        |
| 18 januari   | Star Academy 2                     | Paris Latino                        |
| 25 januari   | Eminem                             | Lose yourself                       |
| 1 februari   | Eminem                             | Lose yourself                       |
| 8 februari   | Eminem                             | Lose yourself                       |
| 15 februari  | Eminem                             | Lose yourself                       |
| 22 februari  | Panjabi MC                         | Mundian to bach ke                  |
| 1 maart      | Alphonse Brown                     | Le frunkp                           |
| 8 maart      | Alphonse Brown                     | Le frunkp                           |
| 15 maart     | Alphonse Brown                     | Le frunkp                           |
| 22 maart     | Alphonse Brown                     | Le frunkp                           |
| 29 maart     | Alphonse Brown                     | Le frunkp                           |
| 5 april      | Nolwenn Leroy                      | Cassé                               |
| 12 april     | Nolwenn Leroy                      | Cassé                               |
| 19 april     | Kana                               | Plantation                          |
| 26 april     | Kana                               | Plantation                          |
| 3 mei        | Kana                               | Plantation                          |
| 10 mei       | Kana                               | Plantation                          |
| 17 mei       | Kana                               | Plantation                          |
| 24 mei       | Florent Pagny                      | Ma liberté de penser                |
| 31 mei       | Florent Pagny                      | Ma liberté de penser                |
| 7 juni       | Florent Pagny                      | Ma liberté de penser                |
| 14 juni      | Lorie                              | Sur un air Latino                   |
| 21 juni      | Pascal Obispo                      | Fan                                 |
| 28 juni      | Lorie                              | Sur un air Latino                   |
| 5 juli       | Lorie                              | Sur un air Latino                   |
| 12 juli      | Lorie                              | Sur un air Latino                   |
| 19 juli      | Lorie                              | Sur un air Latino                   |
| 26 juli      | The Underdog Project & The Sunclub | Summer jam 2003                     |
| 2 augustus   | Jonatan Cerrada                    | Je voulais te dire que je t'attends |
| 9 augustus   | Jonatan Cerrada                    | Je voulais te dire que je t'attends |
| 16 augustus  | Jonatan Cerrada                    | Je voulais te dire que je t'attends |
| 23 augustus  | The Underdog Project & The Sunclub | Summer jam 2003                     |
| 30 augustus  | The Underdog Project & The Sunclub | Summer jam 2003                     |
| 6 september  | The Underdog Project & The Sunclub | Summer jam 2003                     |
| 13 september | Diam's                             | DJ                                  |
| 20 september | Diam's                             | DJ                                  |
| 27 september | Diam's                             | DJ                                  |
| 4 oktober    | Jocelyne Labylle & Cheela          | Laisse parler les gens              |
| 11 oktober   | Jocelyne Labylle & Cheela          | Laisse parler les gens              |
| 18 oktober   | Star Academy 3                     | La bamba                            |
| 25 oktober   | Star Academy 3                     | La bamba                            |
| 1 november   | Star Academy 3                     | La bamba                            |
| 8 november   | Star Academy 3                     | La bamba                            |
| 15 november  | Tragédie                           | Hey oh                              |
| 22 november  | Tragédie                           | Hey oh                              |
| 29 november  | Tragédie                           | Hey oh                              |
| 6 december   | Tragédie                           | Hey oh                              |
| 13 december  | Tragédie                           | Hey oh                              |
| 20 december  | Tragédie                           | Hey oh                              |
| 27 december  | Tragédie                           | Hey oh                              |